# Стандартный кантонский язык
Стандартный кантонский язык — престижная разновидность кантонского языка (ют, юэ), распространённая в Кантоне (Гуанчжоу) и Гонконге.
В материковом Китае является языком межнационального общения в провинции Гуандун и некоторых прилегающих к ней районах, в частности, на востоке провинции Гуанси. Кантонский также употребляется жителями Гонконга и Макао в повседневной жизни. В странах с традиционно высоким числом китайского населения (Канада, Перу, Панама, США, Австралия) местные китайцы сохраняют говоры родины своих предков: эмигранты из окрестностей Гуанчжоу говорят на кантонском.
Кантонский язык воспринимается его носителями как часть национального самосознания китайцев с юга страны. Хотя он и севернокитайский имеют много общего в лексике и грамматике, их носители не понимают друг друга в устном разговоре, во многом из-за разницы в произношении.

## Названия
В европейских языках, включая русский, слово «кантонский» может относиться как ко всему кантонскому (юэ) языку, так и к собственно диалекту Гуанчжоу. «Стандартным кантонским» могут называть престижные диалекты кантонского языка, распространённые в Гуанчжоу, Гонконге и кантонской диаспоре (в отличие от других диалектов кантонского — прежде всего, значительно отличающегося, но также распространённого в диаспоре тойсанского), либо прескриптивный кантонский, не претерпевший некоторых фонетических изменений, свойственных разговорному языку того же региона.
В Гуандуне и Гуанси престижные диалекты кантонского называют паква (白話, букв. «просторечие» — ср. мандаринский термин байхуа). Паква противопоставляется как другим языкам Гуандуна — хакка, лэйчжоускому, чаошаньскому — так и наиболее отличным диалектам кантонского, вроде тойсанского. В Гонконге это название не распространено, однако встречается термин пуньтэйва (本地話, «местный язык»).
В китайской лингвистике для кантонского в узком смысле используют названия по области распространения:
- «наречие Гуанчжоу» (иер. трад. 廣州話, упр. 广州话, ютпхин: gwong2jau1waa2, кант.-рус.: куон-чау-ва),
- «наречие Гуанфу» (иер. трад. 廣府話, упр. 广府话, ютпхин: gwong2fu2waa2, кант.-рус.: куон-фу-ва).

В прошлом стандартный кантонский также могли называть сансэнва (省城話 «наречие провинциальной столицы»). В кантонской диаспоре встречалось название тхонва (唐話, букв. «танский язык»).
В Гонконге и Макао термин «китайский язык» (中文) обычно подразумевает «(стандартный) кантонский язык», тогда как мандаринский язык в это понятие не включается — его называют путунхуа или гоюй.

## Культурная роль

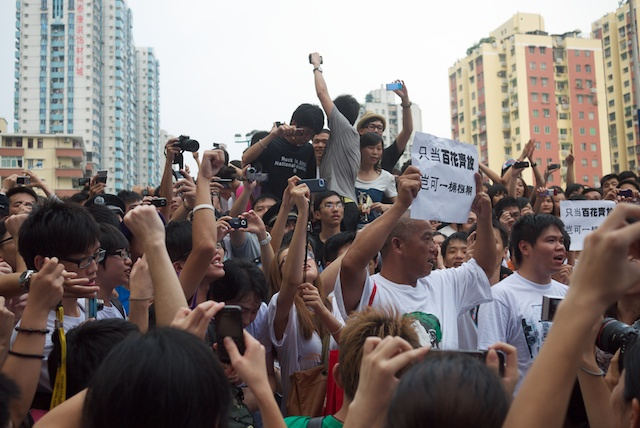
Демонстрация в поддержку кантонского диалекта в июле 2010

С начала XX века (падения династии Цин в 1911 году) в Китае официальным является севернокитайский язык, однако телекомпания «TVS China» кит. трад. 南方電視臺, упр. 南方电视台, пиньинь nánfāng diànshìtái, палл. наньфан дяньшитай и «Радио Гуандун» вещают на кантонском.
Юэский язык — основное наречие китайской группы в Гонконге и Макао. В этих районах почти все политические дискурсы проходят на юэском; это делает его единственным неофициальным языком Китая, используемым официальными лицами. Кроме того, юэские говоры широко распространены за границей среди хуацяо; таким образом, это одни из первых китайских наречий, с которыми познакомились на Западе.
У кантонского, как у немногих других распространённых китайских языков — таких как у мандаринского и южноминьского — есть собственная разновидность популярной музыки, Cantopop. В Гонконге песни пишутся в основном на кантонском; многие исполнители из Пекина и Тайваня учили кантонский, чтобы сделать локализованную версию своих песен. Исполнители популярной музыки на путунхуа, в том числе Ван Фэй, Eric Moo и тайваньские певцы обучались кантонскому для того, чтобы добавить «гонконгского звучания» своим песням.

### Гонконг

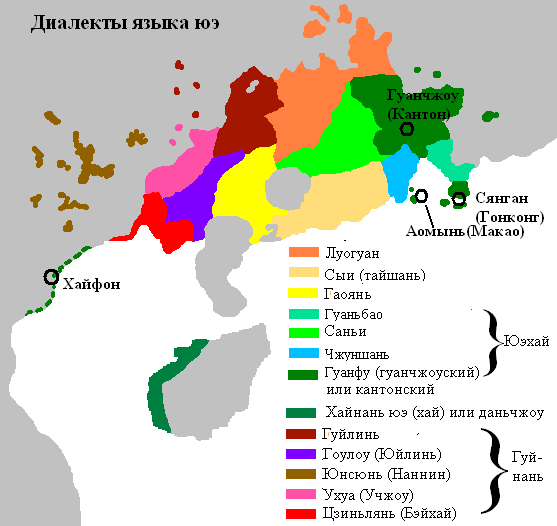
Карта распространения диалектов юэского языка. Диалекты группы юэхай также обобщённо называют кантонским языком

Государственными языками Гонконга, согласно Основному закону Гонконга, являются английский и китайский, однако не указано, какой это именно из китайских языков. В разговорной речи гонконгцы обычно пользуются кантонским диалектом; это по сути язык правительства. Кантонский диалект и английский язык преподают во многих школах.
Гонконгский кантонский взаимопонятен с гуанчжоуской разновидностью, хотя их отличают некоторые особенности произношения, интонирования и лексического состава.

## Письменность
Корпус литературы на кантонском стоит на третьем месте после вэньяньского и севернокитайского по размеру. На кантонском, в основном, пишут в Гонконге и за границей КНР, при этом используются традиционные иероглифы. Кроме того, носители изобрели собственные иероглифы, а некоторые китайские используют в другом значении.

### Транскрипция
Системы романизации кантонского основаны на произношении жителей Гуандуна и Гонконга. Основные системы — Barnett-Chao, Meyer-Wempe, романизация правительства КНР Guangdong Romanization, Йельская и Ютпхин. На Западе чаще всего используется йельская система романизации. В Гонконге разработана Гонконгская традиционная система романизации.
Практическая транскрипция с кантонского на русский была разработана в 2007 году в рамках проекта Института языкознания РАН.

#### Ранние системы романизации
Попытки записи звуков кантонской речи с помощью алфавитного письма начались с прибытием в начале XIX века в Китай протестантских миссионеров. Романизация рассматривалась как инструмент быстрого изучения языка миссионерами и письменности неграмотными носителями. Первые католические миссионеры, в основном, португальцы, также разработали несколько систем романизации кантонского и других диалектов китайского.
Первый протестантский миссионер в Китае, Роберт Моррисон, в 1828 году издал «Словарь кантонского диалекта» (Vocabulary of the Canton Dialect), в котором использовал несистематизированную романизацию. Элайджа Коулман Бриджмае и Сэмюэль Уэллс Уиллиамс в «Китайской хрестоматии кантонского диалекта» (Chinese Chrestomathy in the Canton Dialect, 1841) записывали кантонские слова романизацией, положившей начало целой династии транскрипций с минимальными отклонениями от исходника. Эти романизации использовали Джеймс Даер Болл, Иммануил Готтлиб Генар.
Бриджман и Уиллиамс заложили в систему фонетический алфавит и диакритические знаки, предложенные Уильямом Джонсом для языков Юго-Восточной Азии.

#### Романизация в Гонконге
Одна из наиболее влиятельных работ о кантонском, A Chinese Syllabary Pronounced According to the Dialect of Canton Вон Сиклин иер. трад. 黃錫凌, упр. 黄锡凌, ютпхин: wong4 sik1 ling4, кант.-рус.: вон сиклин, пиньинь: huáng xílíng, палл.: хуан силин, опубликованная в 1941, предлагает основанную на МФА систему транскрипции, ей широко пользуются гонконгские словари.
Романизация Лингвистического общества Гонконга (ютпхин) решила многие проблемы йельской романизации, однако она непривычна и проигрывает йельской в распространённости. Значения букв в ютпхине отличаются от принятых в английском языке, что представляет определённые трудности непрофессиональным читателям. Ютпхин официально продвигается властями, однако об успешности его продвижения говорить пока рано.
Другая популярная романизация — кантонский пиньинь. В образовательной системе Гонконга используется только эта романизация, хотя некоторые преподаватели и учащиеся используют романизацию Вон Сиклин.

## Лингвистические черты

### Фонетика и фонология

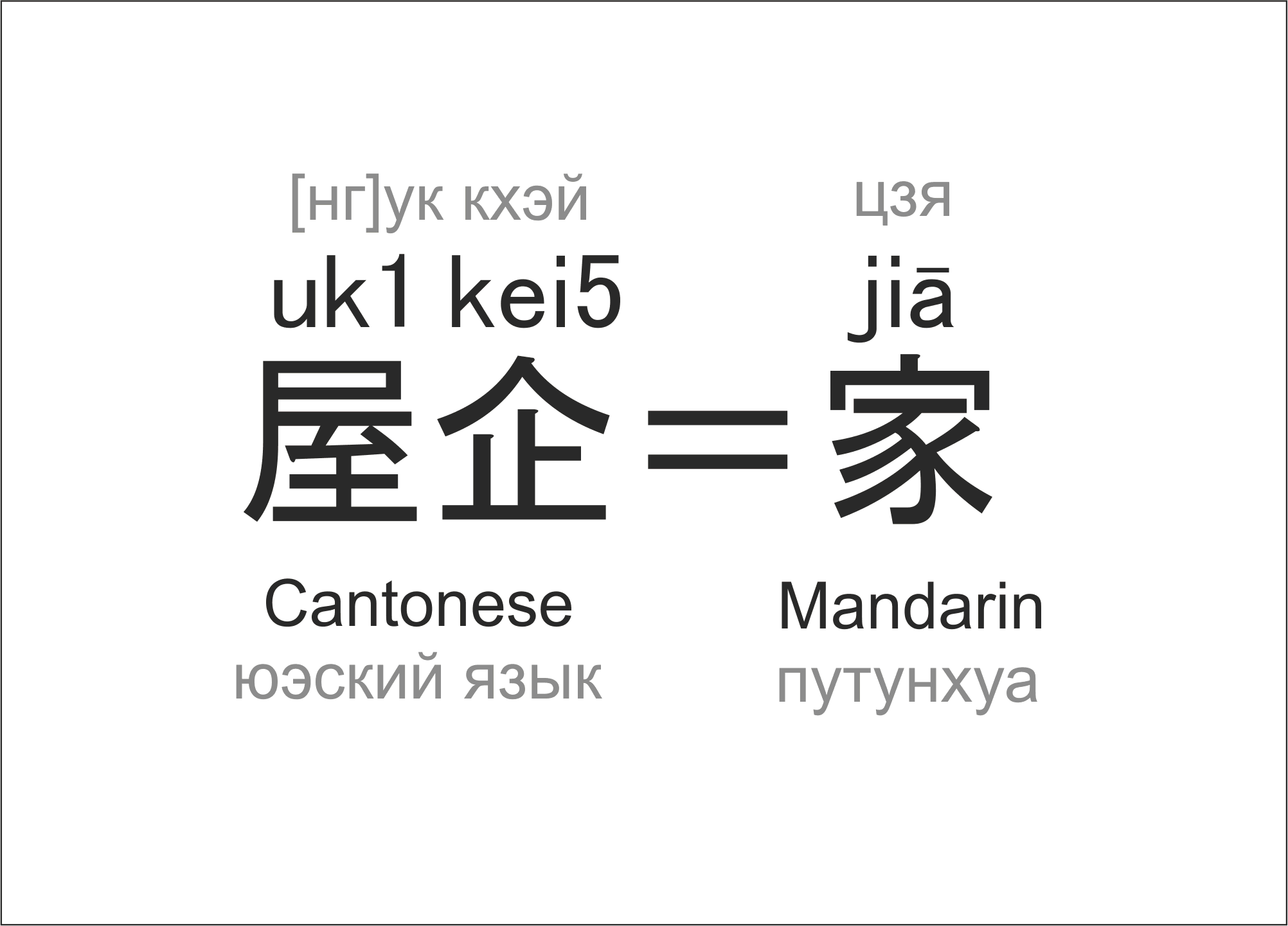
Слово «дом» на путунхуа и кантонском

Стандарт произношения кантонского языка де-факто — говор Гуанчжоу, описанный в соответствующей статье. Гонконгский кантонский имеет некоторые фонетические отличия.

## Кантонский язык вне Китая
Китайская диаспора изначально была основана выходцами из Фуцзяня и Гуандуна. В результате доля кантоноговорящих хуацяо намного больше, чем доля кантоноговорящих жителей Китая. В Юго-Восточной Азии, тем не менее, доминирует другой китайский говор.
Наибольшее число кантоноязычных хуацяо вне Китая и Гонконга живёт в Канаде и США. Сингапурское и малайзийское наречия кантонского обладают некоторыми процентом заимствований из малайского и других языков.

### Канада
Кантонский был и остаётся доминирующим китайским языком в Канаде. Согласно исследованию 2006 года, 361 450 жителей Канады определили кантонский своим родным языком (в том числе 166 655 в агломерации Торонто и 125 940 в агломерации Ванкувера).
Большинство кантоноговорящих канадцев приехали из Гонконга в период с 1965 по 1975 год, когда по Гонконгу прокатились коммунистические бунты, и с 1980 по 2000, во время передачи Гонконга КНР. Часть кантоноязычного населения Канады составляют иммигранты из Гуандуна, Вьетнама и Юго-Восточной Азии.

### Малайзия
Кантонский широко распространён в Куала-Лумпуре, столице Малайзии, а также в Петалинг-Джая, Субанг-Джая, Сибу (Саравак), большинстве городов Перака и Сандакана (Сабах). Кантонский широко распространён по всей Малайзии, хотя больша́я часть носителей не кантонцы. В отличие от южноминьского, наиболее распространённого в Малайзии китайского языка, кантонский почти не влияет на другие диалектные группы.
Платные телеканалы предлагают телезрителям выбрать, на каком языке смотреть передачи. В Малайзии четыре китаеязычных радиостанции: «My FM», «one FM», «988» и «Ai FM». Три из них принадлежат частным владельцам и вещают в основном на кантонском, хотя имеются передачи и на севернокитайском. «Ai FM» — государственная и вещает только на севернокитайском, хотя новостные выпуски выходят на кантонском.

### Сингапур
В Сингапуре правительство проводит кампанию по популяризации севернокитайского, активно продвигающую использование севернокитайского (хуаюй) взамен других китайских языков, южноминьского (41,1 %), чаошаньского (21,0 %), кантонского (15,4 %), хакка (7,9 %) и хайнаньский (6,7 %).
| Диалектная группа | 1990   | 2000   |
| ----------------- | ------ | ------ |
| Миньнаньцы        | 42,1 % | 41,1 % |
| Чаошаньцы         | 21,9 % | 21,0 % |
| Кантонцы          | 15,2 % | 15,4 % |
| Хакка             | 7,3 %  | 7,9 %  |
| Хайнаньцы         | 7,0 %  | 6,7 %  |
| Фучжоусцы         | 1,7 %  | 1,9 %  |
| Путяньцы          | 0,9 %  | 0,9 %  |
| Шанхайцы          | 0,8 %  | 0,9 %  |
| Фуцзин (народ)    | 0,6 %  | 0,6 %  |
| Прочие            | 2,4 %  | 3,7 %  |

Эта кампания была теоретически направлена на сплочение этнических китайцев. Кроме популяризации севернокитайского, кампания также активно отговаривала людей говорить на других китайских языках.
Главное её последствие — в 1979 году все теле- и радиопрограммы не на севернокитайском были закрыты. Премьер-министр перестал выступать на южноминьском, чтобы не противоречить кампании.
Гонконгские и тайваньские сериалы не показывают с оригинальной звуковой дорожкой, хотя японские и корейские сериалы идут на соответствующих языках без дубляжа. Кантонские сериалы на бесплатных каналах дублируются на севернокитайский.
Кроме того, производится пиньинизация слов, заимствованных из южных диалектов. Например, димсам на телевидении называют дяньсинь, хотя большинство сингапурцев скорее скажут «димсам». Следствием языковой политики является то, что молодые сингапурцы из кантоноговорящих семей не понимают и не говорят на кантонском. В соседней Малайзии ситуация прямо противоположная: любой, владеющий каким-либо китайским языком, в какой-то мере понимает кантонский.

### Великобритания
Предки большинства кантоноговорящих британцев приехали из Гонконга и говорят на местном диалекте; многие происходят из хакка-язычных семей и являются билингвами. Кроме того, в Британии имеется некоторый процент кантоноговорящих из Малайзии и Сингапура, а также из самого́ Гуандуна. Около 300 000 британцев называют кантонский родным языком, что составляет 0,5 % населения Британии и 1 % общего количества кантоноговорящих за границей КНР.

### США
Последние 150 лет основной поток иммигрантов из Китая исходил из провинции Гуандун; из одного только городского уезда Тайшань происходило более 60 % всех китайцев, переехавших до 1965 года. Благодаря этому юэские диалекты, особенно кантонский, тайшаньский, энпинский, кайпинский и синьхуэйский получили широкое распространение в США.
Чжуншаньское наречие, появившееся в дельте Жемчужной реки, распространено среди иммигрантов на Гавайях и в Сан-Франциско; это наречие юэской группы — как и кантонский. Юэский — четвёртый по распространённости в США язык. У многих университетов, в том числе Стэнфордского, Дьюка, Йеля есть программы на кантонском. Самая популярная система романизации кантонского в США — йельская.

### Вьетнам
Во Вьетнаме кантонский распространён среди этнических китайцев (хоа).

## Внешние ссылки
- Hong Kong Government site on the HK Supplementary Character Set (HKSCS)
- Уроки юэского, кантонско-английский и англо-кантонский словарь Архивная копия от 15 апреля 2021 на Wayback Machine